# アフラ・マズダー

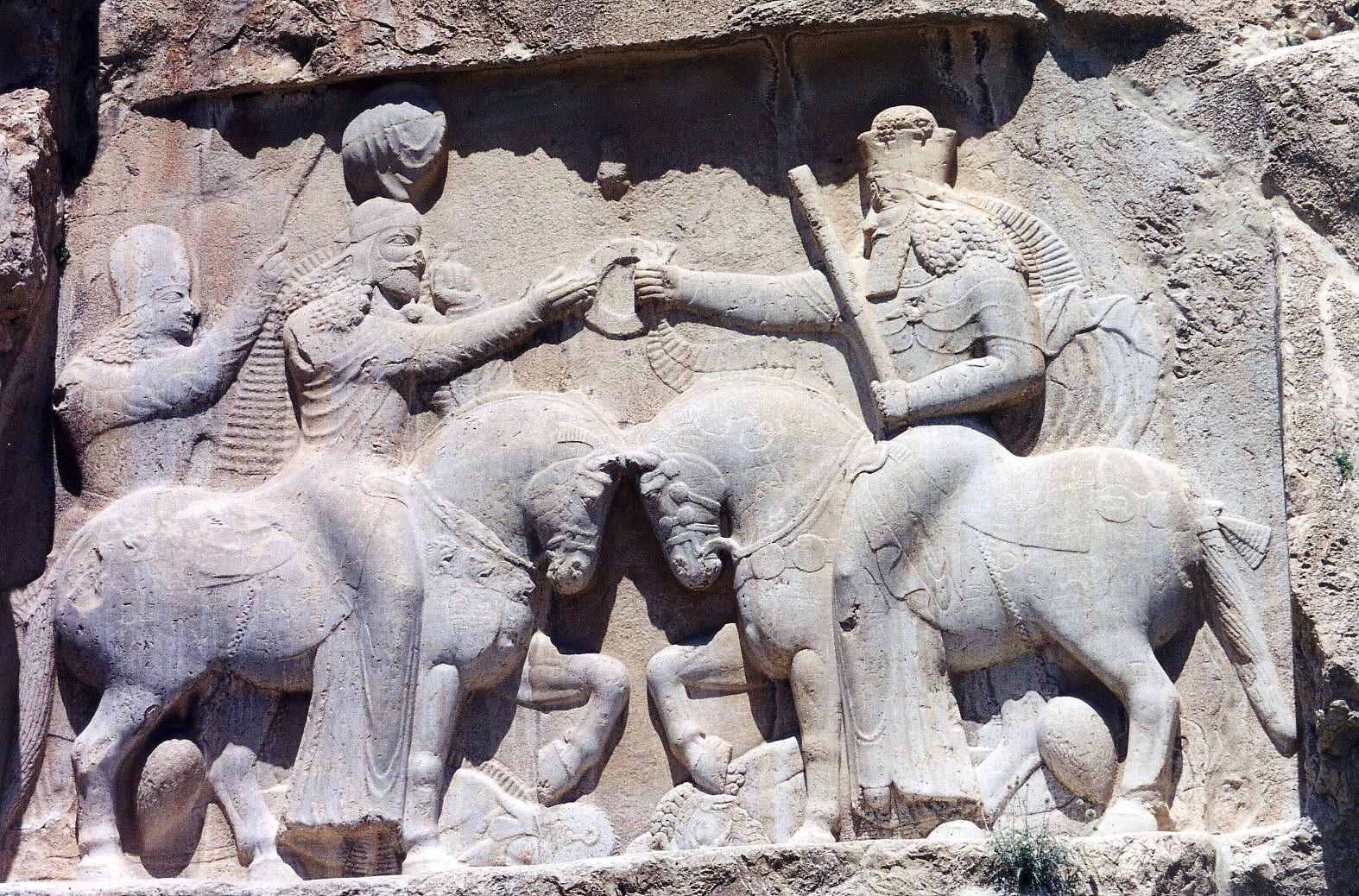
アフラマズダー神（右）から王権の象徴を授与されるアルダシール1世（左）のレリーフ（ナクシェ・ロスタム）

アフラ・マズダー (Ahura Mazdā) は、ゾロアスター教の善神である。
宗教画などでは、有翼光輪を背景にした王者の姿で表される。その名は「智恵ある神」を意味し、善と悪とを峻別する正義と法の神であり、最高神とされる。娘は女神アールマティ。アフラは天空、マズダーは光を指す言葉であり、アフラ・マズダーは太陽神ともされる。
ゾロアスター教の神学では、この世界の歴史は、善神スプンタ・マンユと悪神アンラ・マンユらとの戦いの歴史そのものであるとされる。
そして、世界の終末の日に最後の審判を下し、善なるものと悪しきものを再び分離するのがアフラ・マズダーの役目である。その意味では、彼は善悪の対立を超越して両者を裁く絶対の存在とも言える。ゼーリジュ、ニーラフ、ナーンギーシュ、タルマド、ヘシュム、セビーフ、ビーサジュの七悪魔をアフラ・マズダーは７つの光で包囲し、カイヴァーン（土星）、オフルマズド（木星）、バフラーム（火星）、シェード（太陽）、ナーヒード（金星）、ティール（水星）、マーフ（月）という名をそれぞれに与え「七曜神」とした。これにより天圏が回転し、月と星辰が出没しだしたとされる（月と星の創造）。
中世以降の教義では、パフラヴィー語形のオフルマズド (Ohrmazd)と呼ばれ、アムシャ・スプンタの筆頭スプンタ・マンユと同一視される。
この場合、古典的な教義に於けるアフラ・マズダーの役割（善神と悪神の対立の上にある絶対者）はズルワーンが担う。
ペルシア七曜神では、アフラ・マズダーは木曜日（木星）とされており、バビロニア神話のマルドゥク、ギリシャ神話のゼウス、北欧神話のトールに対応している。
アフラ・マズダーは「光輝き、純粋で、甘く香り、善を成す」という属性を持つ。

## 起源
起源的には、インド・イラン共通時代の神話に登場する最高神であるヴァルナである。ザラスシュトラの宗教改革によって教理的意味づけがなされ、宇宙の理法の体現者にまで高められたのがアフラ・マズダーである。アフラとアスラ（阿修羅）は語源的に同一である。善神であるアフラ・マズダーと対立するダエーワの語源は、インドに於いてアスラと敵対するデーヴァである。古代のイラン・インドの神話共有時代における始源神であるヴァルナは契約の神ミトラとならぶ最高神でもある。ミトラとともに太古のアスラ族、アーディティヤ神群を代表した。
またヒンズー教の太陽神あるいはアスラ王であるヴィローチャナから、火・太陽の属性を受け継いでいるとする説もある。ゾロアスター教は火を聖なるものとしており、火の属性を持つアフラ・マズダーもまた「聖なるもの」である。
真言密教の大日如来も、起源をヴィローチャナとする説があり、アフラ・マズダーが大日如来の形成に大きく影響していると言われる事もある。

## 逸話
かつてのゼネラル・エレクトリックの電球のブランドだったマツダランプ（日本では提携先の東芝の製品が名乗った）、自動車メーカーのマツダの綴り「Mazda」はここから取ったといわれている。

## 関連書籍
- メアリー, ボイス『ゾロアスター教 - 三五〇〇年の歴史』山本由美子訳、筑摩書房、1983年9月。ISBN 978-4-480-84124-7。
- 伊藤義教『ゾロアスター研究』岩波書店、1979年4月。ISBN 978-4-00-001219-5。
- バンヴェニスト, エミール、ニョリ, ゲラルド『ゾロアスター教論考』前田耕作編・監訳、平凡社〈東洋文庫 609〉、1996年12月。ISBN 978-4-582-80609-0。
- 岡田明憲『ゾロアスター教 - 神々への賛歌』平河出版社、1982年10月。ISBN 978-4-89203-053-6。
- 青木健　『ゾロアスター教ズルヴァーン主義研究―ペルシア語文献「ウラマー・イェ・イスラーム」写本の蒐集と校訂』、刀水書房、2012年08月。